# Andrenosoma cyrtophorum
Andrenosoma cyrtophorum là một loài ruồi trong họ Asilidae. Andrenosoma cyrtophorum được Hermann miêu tả năm 1912.